# 王正中 (中央研究院院士)
王正中（1936年2月10日—2017年8月22日），藥理學與寄生蟲學權威，中央研究院院士（第19屆生命科學組）。

## 生平
童年時曾感染寄生蟲，任職於美國默克藥廠時，發現治療河盲症的機制，透過藥廠與國際衛生組織的合作，成功終結了當時在西非因寄生蟲造成整村人失明的「盲人村」災難。
2017年因胸腺癌逝世於美國。

## 家庭
其父為語言學家王壽康，其弟為電影人王正方。

## 外部連結
- 王正中院士紀念網頁 （页面存档备份，存于）
- 褒揚令 第7328號 （页面存档备份，存于）